# Gleichstellungspolitik der Europäischen Union
Die Gleichstellungspolitik der Europäischen Union umfasst Verordnungen, Richtlinien, sowie Unterstützungs- und Förderungsmaßnahmen der EU, die die Gleichstellung der Geschlechter zum Ziel haben.
Bei der Gleichstellungspolitik verfolgt die EU einen ganzheitlichen Ansatz, bei dem Gleichstellung als Querschnittsziel in allen Politikfeldern auf allen Ebenen (politisch, gesellschaftlich und wirtschaftlich) umgesetzt und institutionell verankert werden soll.

## Geschichte der Gleichstellungspolitik der EU

### 1957–1970: die Römischen Verträge und der EuGH als Hauptakteur
Römischen Verträgen, die am 25. März von Belgien, Frankreich, Deutschland, Italien, Luxemburg und den Niederlanden unterzeichnet wurden und am 1. Januar 1958 in Kraft traten. Diese beinhalten den Gründungsvertrag der Europäischen Wirtschaftsgemeinschaft, der den Anfang einer Gleichstellungspolitik in der EU markiert.
Im EWG-Vertrag wurde erstmals der Grundsatz des gleichen Lohns für gleiche Arbeit im Artikel 119 (heute Artikel 157 im Vertrag von Lissabon) festgehalten. Das Interesse an Gleichstellung hatte zunächst vor allem wirtschaftliche Gründe, da insbesondere von Frankreich Wettbewerbsverzerrung aufgrund niedrig bezahlter weiblicher Arbeitskräfte befürchtet wurde. Frankreich ist zu der Zeit das einzige Land der EWG mit Bestimmungen für gleiche Bezahlung von Männern und Frauen. So formte sich bereits am Anfang die Frage nach Gleichstellung in der Europäischen Wirtschaftsgemeinschaft zu einer ökonomischen Frage.
Die Umsetzung sollte bis zum 31. Dezember 1961 stattfinden, scheiterte allerdings, was 1962 zu einer Abmahnung von Seiten des Europäischen Parlaments führte. So wurde das Datum der Umsetzung auf Ende 1964 verschoben.
1968 wurde der erste Fall von Geschlechterdiskriminierung am Arbeitsplatz vor den Europäischen Gerichtshof gebracht. Der EuGH war zu dieser Zeit der Hauptakteur, der Gesetze zur Geschlechtergleichheit formt und das Konzept von direkter und indirekter Diskriminierung entwickelte.

### 1970–1980: Die Richtlinien zur Gleichstellungspolitik
Bereits 1973 begann die insgesamt zehnjährige Ausarbeitung von Richtlinien zur Gleichstellungspolitik, die sich auf Artikel 119 des EWG-Vertrags stützten. Diese Richtlinien stellten sich als das Rückgrat der Geschlechtergleichheit der EU heraus, da Mitgliedsstaaten dazu gezwungen waren, ganze Gesetzeswerke umzusetzen, die Gleichbehandlung auf dem Arbeitsmarkt garantieren.
1976 wurde in der „Generaldirektion Beschäftigung und Arbeitsmarkt“ (heute: „Generaldirektion Beschäftigung, Soziales und Chancengleichheit“) das Referat für Chancengleichheit eingerichtet. Der Schwerpunkt seiner Aufgaben war die Stellung der Frau im Berufsleben zu verbessern.
Nach wie vor machten einzelne Mitglieder der Kommission sowie Frauenorganisationen auf nationaler und europäischer Ebene mit dem EuGH im Rücken Druck, was die Umsetzung der Richtlinien anging.

### 1980–1990: Bürgerrechtsorganisationen und die ersten Aktionsprogramme
Immer mehr Frauen waren am Entscheidungsprozess der europäischen Politik beteiligt. 1980 setzte die Kommission in der eigenen Angestelltenpolitik positive Zielvorgaben durch und im Europäischen Parlament stieg die Zahl an weiblichen Mitgliedern.
1981 gründete die Europäische Kommission ein Beratungskomitee zu Chancengleichheit von Frauen und Männern zur Finanzierung von Forschung und zur Etablierung von europäischen Netzwerken aus Gleichstellungsexperten. Im selben Jahr gründete das Europäische Parlament sein eigenes Frauenrechtskommittee als Kontrollinstanz, die Daten über die Lebensumstände von Frauen in ganz Europa erhebt und sammelt.
Bürgerrechtsorganisationen formen und veränderten sich und feministische Forscher organisierten sich mit finanzieller Unterstützung von Seiten der Kommission international in Gruppen, wie CREW (Center of Research on European Women), WISE (Women in Science Europe), AIOFE (Association of Institutions for Feminist Education), and ATHENA (Advanced Thematic Network in European Women’s Studies) (heute: ArtGender).
1982 wurde das erste mittelfristige Aktionsprogramm zur Förderung von Chancengleichheit für Frauen verabschiedet, das bis 1985 angelegt war und als Hauptaufgabe die Umsetzung der Richtlinien in den Mitgliedsstaaten beobachtete. Außerdem sollten neue Gesetzgebungsvorschläge im Hinblick auf Gleichstellung der Geschlechter ausgearbeitet werden. Im ersten Aktionsprogramm wurde zum ersten Mal auf europäischer Ebene nicht nur auf das Lohngefälle zwischen Frauen und Männern konzentriert, sondern auch auf die unterschiedlichen Ursachen der Ungleichbehandlung, sowie auf die Förderung von Frauen in der Politik.
1984 wurde der Ausschuss für die Rechte der Frau im Parlament gegründet, der seitdem eine wichtige Instanz darstellt.
Im zweiten mittelfristigen Aktionsprogramm (1986–1990) wurden Expertennetzwerke gegründet, die sich explizit mit Gleichstellung am Arbeitsplatz und den Richtlinien zur Gleichstellungspolitik auseinandersetzten. Es wurde klar, dass die Ursachen für die Ungleichbehandlung von Frauen am Arbeitsplatz mit vielen anderen Bereichen zusammenhängen und so bildeten sich im zweiten Aktionsprogramm zusätzlich weitere Expertenfelder wie Bankwesen, Geschäftsleben, Technologie, Rundfunk, Kinderbetreuung, Familienleben etc. Außerdem ging aus dem Aktionsprogramm einer der größten Dachverbände nationaler Frauenorganisationen hervor: die European Women’s Lobby (EWL), auf Deutsch: Europäische Frauenlobby (EFL).

### 1990–2005: Gender Mainstreaming und der Amsterdamer Vertrag
Das dritte Aktionsprogramm (1991–1995) setzte sich zum Ziel, Chancengleichheit nicht nur in der Wirtschaft, sondern auch im Sozialleben zu fördern. Zusätzlich legte die Kommission das transnationale Programm „New Opportunities for Women“ (NOW) an, das Gleichstellungspolitik sichtbarer machte, jedoch auch Kritik auf sich zog, da es sich nur auf Frauen auf dem Arbeitsmarkt beschränkte und damit den Fortschritt der Erweiterung der Gleichstellungspolitik auf andere Bereiche untergrub.
In den neunziger Jahren bekommen feministische Theorien immer breitere öffentliche Aufmerksamkeit und auch auf europäischer Ebene gewann das Konzept von Gender und vor allem Gender Mainstreaming an Bedeutung.
1994 setzte der Europarat einen Lenkungsausschuss für die Gleichberechtigung von Frauen und Männern (CDEG) ein, der zum ersten Mal auf Ebene des Europarates Gender Mainstreaming als Konzept aufgreift. Auch auf der vierten UN-Weltfrauenkonferenz 1995 in Peking wurde Gender Mainstreaming als neue politische Strategie vorgestellt.
1996 verpflichtete sich die Europäische Kommission in der Mitteilung „Einbindung der Chancengleichheit in sämtliche politische Konzepte und Maßnahmen der Gemeinschaft“ der Strategie des Gender Mainstreaming.
Auch im vierten mittelfristigen Aktionsprogramm (1996–2000) wurde Gender Mainstreaming zum zentralen Thema. Chancengleichheit wurde damit als Querschnittsaufgabe begriffen und der Einsatzbereich und Einfluss von Gender Mainstreaming auf nationale, regionale und lokale Ebenen ausgeweitet.
Am 1. Mai 1999 trat der Amsterdamer Vertrag in Kraft, der 1997 verabschiedet wurde und der die Strategie Gender Mainstreaming auf EU-Ebene rechtlich verbindlich festschrieb. Außerdem wurde in Artikel 2, 3 und 13 die Gleichberechtigung im Gesetz verankert und Diskriminierung auch außerhalb des Arbeitsmarktes untersagt. Der Amsterdamer Vertrag gilt gemeinhin als Meilenstein der Gleichstellungspolitik, weil er neue Möglichkeiten für die Europäische Kommission eröffnete.
Das fünfte Aktionsprogramm wurde 2001 verabschiedet, war bis 2005 angelegt und bestand nicht mehr nur aus dem üblichen operativen Aktionsprogramm, sondern zusätzlich noch aus einer „Rahmenstrategie für die Gleichstellung von Frauen und Männern für den Zeitraum 2001–2005“, in dem neben positiven Maßnahmen das Ändern von Strukturen und die effektive Förderung von Gleichstellung der Geschlechter in und außerhalb der Kommission als Ziel genannt wird.

### 2005 bis heute: Der Vertrag von Lissabon und umstrittene Aktionsprogramme
2006 einigten sich der Rat und das Europäische Parlament auf die Gründung des Europäischen Instituts für Gleichstellungsfragen (engl.: „European Institute for Gender Equality“, kurz: EIGE), das erst 2010 seine Arbeit begann und verantwortlich für die Koordination der Europäischen Gleichstellungspolitik ist.
Von 2006 bis 2010 lief das Aktionsprogramm „Fahrplan für die Gleichstellung von Frauen und Männern“.
2009 trat der Vertrag von Lissabon in Kraft und sicherte die Rechtsverbindlichkeit der EU-Grundrechtecharta, strich allerdings den Begriff „Chancengleichheit“ aus dem Namen aller Büros der Kommission. 2010 bis 2015 wurde die Fortsetzung verabschiedet: „Strategie für die Gleichstellung von Frauen und Männern.“
Kritiker sehen beide Aktionsprogramme und deren Namen (engl.: „equality between women and men“ statt „gender equality“) und die Tatsache, dass der Begriff „Chancengleichheit“ gestrichen wurde, als Zeichen für eine Rückläufigkeit der Gleichstellung der Geschlechter. Im Dezember 2015 wurde in der „Verbindlichen Strategie zur Gleichstellung der Geschlechter 2016–219“ (Englisch: „Strategic engagement for gender equality 2016–2019“) allerdings wieder das Wort „Gender“ benutzt.
Die fünf Hauptziele:
- Den Anteil an Frauen auf dem Arbeitsmarkt zu erhöhen und gleiche wirtschaftliche Unabhängigkeit für Frauen zu erreichen
- Die Einkommens-, Verdienst- und Pensionslücke (gender pay, earnings and pensions gap) zu reduzieren und damit Armut unter Frauen zu bekämpfen
- Gleichheit unter den Geschlechtern in der partizipativen Entscheidungsfindung (decisionmaking) zu fördern
- Geschlechtsspezifische Gewalt zu bekämpfen; Opfer zu schützen und zu unterstützen
- Gleichstellung der Geschlechter und Frauenrechte in der ganzen Welt zu fördern.

## Fahrplan für die Gleichstellung von Frauen und Männern 2006–2010
Durch den Fahrplan für die Gleichstellung von Frauen und Männern 2006–2010 wurden bestehende Aktionsbereiche aufgegriffen und neue Aktionsbereiche vorgeschlagen. Insgesamt sind im Fahrplan sechs Aktionsschwerpunkte vorgesehen:
1. gleiche wirtschaftliche Unabhängigkeit für Frauen und Männer,
2. Vereinbarkeit von Beruf und Privatleben,
3. ausgewogene Repräsentanz in Entscheidungsprozessen,
4. Beseitigung aller Formen geschlechterbezogener Gewalt,
5. Beseitigung von Geschlechterstereotypen,
6. Förderung der Gleichstellung in der Außen- und der Entwicklungspolitik.

Unter anderem wurde vorgeschlagen, die Einrichtung eines neuen, mit 50 Millionen Euro dotierten Europäischen Institutes für Gleichstellungsfragen zu unterstützen.
Die EU-Kommission nahm den Fahrplan für die Gleichstellung von Frauen und Männern 2006–2010 im März 2006 an und verpflichtete sich, „die bestehenden und 2005 nicht überarbeiteten EU-Rechtsvorschriften zur Gleichstellung zu überprüfen, um sie, falls nötig, zu aktualisieren, zu modernisieren und zu überarbeiten“. In diesem Zusammenhang stehen insbesondere die Bestrebungen zur Überarbeitung der Elternzeitrichtlinie und der Vorschlag zur Reform der Mutterschutzrichtlinie.
Der Fahrplan baut auf dem vorangehenden Rahmenstrategie für die Gleichstellung von Frauen und Männern für den Zeitraum 2001–2005 auf.

## Gleichstellungspolitik der EU und Gender Mainstreaming
Mit der Aufnahme des Grundsatzes, die gesamte politische Tätigkeit der EU im Hinblick auf die Beseitigung von Ungleichheiten und die Förderung der Gleichstellung von Männern und Frauen zu überprüfen, in Art. 3 (2) des EG-Vertrags durch den Vertrag von Amsterdam hat die EU eine Vorreiterrolle bei der Umsetzung des Konzepts des Gender Mainstreaming eingenommen.
Der Europarat über Gender Mainstreaming:

“Gender mainstreaming is the (re)organisation, improvement, development and evaluation of policy processes, so that a gender equality perspective is incorporated in all policies at all levels and at all stages, by the actors normally involved in policy-making.”

Laut der Europäischen Kommission bedeutet Gender Mainstreaming, 

„dass in allen Phasen des politischen Prozesses – Planung, Durchführung, Monitoring und Evaluation – der Geschlechterperspektive Rechnung getragen wird. Ziel ist die Förderung der Gleichstellung von Frauen und Männern. Nach dem Gender Mainstreaming-Konzept sind politische Maßnahmen stets daraufhin zu prüfen, wie sie sich auf die Lebenssituation von Frauen und Männern auswirken, und gegebenenfalls neu zu überdenken. Nur so kann Geschlechtergleichstellung zu einer Realität im Leben von Frauen und Männern werden. Allen Menschen – innerhalb von Organisationen und Gemeinschaften – muss die Möglichkeit eröffnet werden, ihren Beitrag zu leisten zur Entwicklung einer gemeinsamen Vision einer nachhaltigen menschlichen Entwicklung und zur Verwirklichung dieser Vision.“

## Gleichstellungspolitik und EU-Erweiterung
Während bei der ersten Erweiterung 1973 noch keinerlei Kriterien zur Aufnahme in die EWG bestanden und Dänemark, Irland und Großbritannien ohne große Probleme beitreten konnten, mussten Griechenland (Beitritt 1981), Spanien und Portugal (Beitritt 1986) bereits Auflagen erfüllen. Sie wurden verpflichtet, den acquis communautaire umzusetzen, der unter anderem aus dem EU-Vertrag und Verordnungen und Richtlinien besteht. Die tatsächliche Umsetzung fand aber nur teilweise statt.
1993 wurden die Kopenhagener Kriterien vom Europäischen Rat beschlossen, die von den Beitrittsländern erfüllt werden müssen. Sie bestehen aus dem politischen Kriterium, dem wirtschaftlichen Kriterium und dem Acquis-Kriterium und müssen spätestens beim Abschluss der Verhandlungen, also vor dem tatsächlichen Beitritt erfüllt sein. Gleichstellungspolitik fällt unter das politische Kriterium, das „Institutionelle Stabilität, demokratische und rechtsstaatliche Ordnung, Wahrung der Menschenrechte sowie Achtung und Schutz von Minderheiten“ umfasst.
Der Beitritt Schwedens und Finnlands 1995 bedeutete für die EU, dass feministische Politiker in Schlüsselpositionen der EU-Institutionen gelangten und der Anteil an Frauen im Europäischen Parlament erhöht wurde.
1997 wurde in Luxemburg beschlossen, dass alle kandidierenden Staaten verpflichtet sind, die Europäische Kommission über alle Entwicklungen in den von der EU ausgewiesenen Bereichen zu informieren. Vor ihrem Beitritt müssen sie eine beachtliche Summe an Direktiven erfüllen. Das bedeutet auf der einen Seite, dass nationales Recht angeglichen werden muss. Auf der anderen Seite bedeutet das, dass es auch praktiziert und angenommen werden muss.
Beispiel Türkei
Für die Türkei, die sich bereits 1987 für eine Mitgliedschaft beworben hat, wird ein EU-Beitritt immer schwerer. Die EU hat signalisiert, dass bei den Beitrittsverhandlungen einzig das politische Kriterium ausschlaggebend ist, das noch nicht ausreichend erfüllt wurde. Unter dem Druck einzelner Parlamentarier, Wissenschaftler und Frauenrechtsorganisationen wurden bereits Änderungen vorgenommen, z. B. im Scheidungsrecht, im Arbeitsrecht (Elternzeit) und im Strafrecht (Ehrenmorde, Vergewaltigungen). Sogar die Verfassung wurde abgeändert und erweitert.
Allerdings gibt es aus der Sicht der EU noch genügend Defizite, was Folter, Kontrolle der Regierung über das Militär, Inhaftierung von Aktivisten, Wissenschaftlern und Journalisten und was das Übergehen von Entscheidungen des Europäischen Gerichtshofes für Menschenrechte (EGMR) angeht. Außerdem ist das Durchführen von Jungfräulichkeitstests per Gerichtsbeschluss immer noch legal.
Am Beispiel der Türkei kann gezeigt werden, wie EU-Politik die Innenpolitik und die Gesetzgebung eines Landes positiv verändern kann, wie die Kommission allerdings auch eine große Verantwortung übernimmt und sich einmischt, was Entscheidungen über die Politik und das Rechtssystem anderer Länder angeht.
Die Türkei verließ am 20. März 2021 das internationale Abkommen zum Schutz der Frauen vor Gewalt.

## Rechtsprechung des Europäischen Gerichtshofes
Der Europäische Gerichtshof (EuGH) hat ausgehend von den vertraglichen und sekundärrechtlichen Bestimmungen bereits früh begonnen, eine umfangreiche Rechtsprechung zur Gleichstellung zu entwickeln. Eines der herausragenden Beispiele für den Einfluss der EuGH-Rechtsprechung ist der Fall „Kreil“ (Rs. C-285/98): Mit seinem Urteil vom 11. Januar 2000 erklärte der Gerichtshof die Bestimmung in Art. 12a GG für mit dem EU-Recht unvereinbar, wonach Frauen bei der Bundeswehr auf keinen Fall Dienst mit der Waffe leisten durften. Dabei handle es sich um eine nicht zulässige Ungleichbehandlung. Die strittige Bestimmung wurde inzwischen aus dem Grundgesetz gestrichen; Frauen haben seither grundsätzlich Zugang zu allen Funktionen bei der Bundeswehr.